# Àfrica Oriental Britànica
Àfrica Oriental Britànica (British East Africa) fou un territori de l'Àfrica oriental sota domini britànic a partir del darrer quart del segle xix. El territori considerat un conjunt administratiu estava format pel Protectorat d'Àfrica Oriental Britànica, el que avui dia és Kenya però incloent Jubalàndia, i el Protectorat d'Uganda un copjunt anomenat Protectorats de l'Àfrica Oriental Britànica i Uganda, creat el 1901. En aquest cas només es tractarà sobre el Protectorat de l'Àfrica Oriental Britànica, territori que fou declarat protectorat l'1 de juliol de 1895 i va esdevenir colònia i protectorat de Kenya el 1920.

## Història
Els primers missioners europeus es van establir a la zona entre Mombasa i la muntanya del Kilimanjaro el 1844. La reputació dels guerrers massai protegia l'interior de la presencia estrangera. El sultà de Zanzíbar exercia una autoritat, de vegades nominal, sobre una estreta franja costanera que anava en aquesta regió entre el sud de Kishimayu fins al sud de Mombasa.
El 1886 els britànics van encoratjar a William Mackinnon, cap d'una companyia comercial, que tenia un acord comercial amb el sultà de Zanzíbar a estendre la influència britànica a la zona i Mackinnon va crear (25 de maig de 1887) la British East Africa Association que el 3 de setembre de 1888 va rebre privilegis de la corona i es va transformar en la Imperial British East Africa Company (Companyia Imperial Britànica de l'Àfrica Oriental). Va administrar, per concessió del sultà, els territoris zanzibaresos entre el riu Tana (just als sud-oest del protectorat alemany de Witu) fins als territoris de l'Àfrica Oriental Alemanya al sud de Mombasa, en una línia de 240 km. El 1885 la conferència de Berlín havia assignat aquesta zona i cap a l'interior, a l'esfera d'influència britànica.
L'1 de juliol de 1890 després del tractat entre Gran Bretanya i Alemanya, el territori anomenat Witu Land (Sultanat de Witu) va passar a protectorat britànic. La regió costanera més al nord, domini feudal nominal del sultà de Zanzíbar, va passar a ser administrat pels britànics pagant un lloguer al sultà. Aquestes regions foren incorporades el mateix dia al territori de la Companyia Imperial Britànica de l'Àfrica Oriental; una comissió va dictaminar el 1886 que les possessions del sultà només s'estenien deu milles (16 km) cap a l'interior, i el 1897 es va pagar una compensació al sultà per la seva pèrdua. Uganda va quedar també el 1890 dins l'esfera d'influència britànica. El rei de Buganda va acceptar el protectorat de la companyia el 1890 i fins al 1893 quan aquesta el va renunciar a favor del govern britànic i es va formar el protectorat d'Uganda formalment declarat el 1894 i ampliat el 1896.
La companyia va fer fallida el 1895 el dia 1 de juliol d'aquest any el govern britànic va declarar el protectorat d'Àfrica Oriental Britànica (British East Africa Protectorate). L'1 d'abril de 1902 part d'Uganda (Uganda oriental) fou incorporat al protectorat directament i els regnes ugandesos sota protectorat foren transferits del Foreign Office a l'Oficina Colonial el 1905 junt amb el protectorat d'Àfrica Oriental, i el càrrec de comissionat va passar a ser de governador. Administrativament es va formar una unió postal i monetària el 1901 entre el protectorat d'Àfrica Oriental Britànica i el d'Uganda coneguda com a Protectorats d'Àfrica Oriental Britànica i Uganda (British East Africa and Uganda Protectorates), sota administració de l'Oficina Colonial després del 1905.
Una concessió de 1300 km² de terres es va fer el 1902 per promoure l'establiment de grangers europeus a la zona sent donats inicialment uns 500 km² al East Africa Syndicate, una companyia amb capital en part de la Companyia Britànica de Sud-àfrica (British South Africa Company), cessió a la que en van seguir d'altres. El director del East Africa Syndicate, major Frederick Russell Burnham, va enviar l'abril de 1903 una expedició formada per John Weston Brooke, John Charles Blick, Bittlebank i Brown, per buscar minerals a la zona; el grup, conegut com les "4 B" va passar per la muntanya Elgon cap al nord fins a la riba de llac Rodolf, amenaçats pels massai i mancats d'aliments i aigua. Centenars de colons, de majoria procedents de Sud-àfrica, arribats el 1903, van fer necessàries noves concessions de terra a aquesta gent, però Lord Lansdowne, Secretari del Foreign Office, va refusar concedir grans parcel·les (va acceptar parcel·les petites) contra el parer de Sir Charles Eliot, comissionat britànic del territori. Eliot va dimitir i el va substituir Sir Donald William Stewart, cap comissionat al país Aixanti.
La capital del territori, Mombasa, fou traslladada el 1905 a Nairobi. El 1920 el protectorat va esdevenir la colònia i protectorat de Kenya.

## Administració del protectorat d'Àfrica Oriental

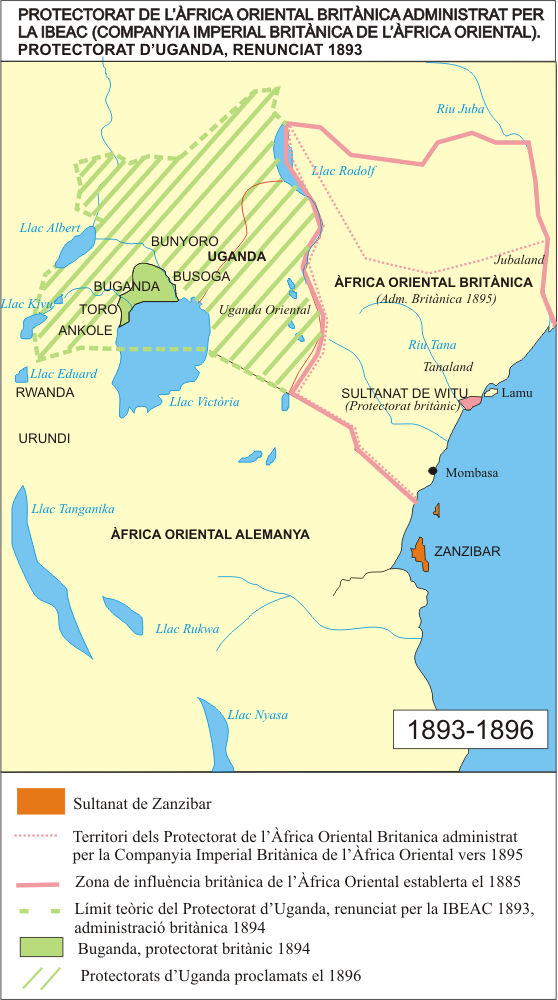
Mapa històric 1893-1896
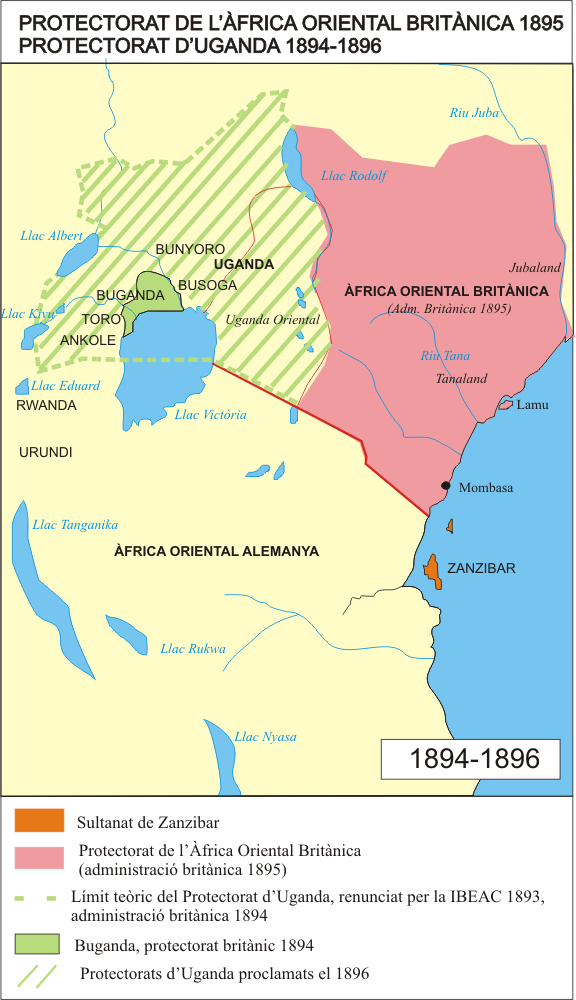
Mapa històric 1895-1896
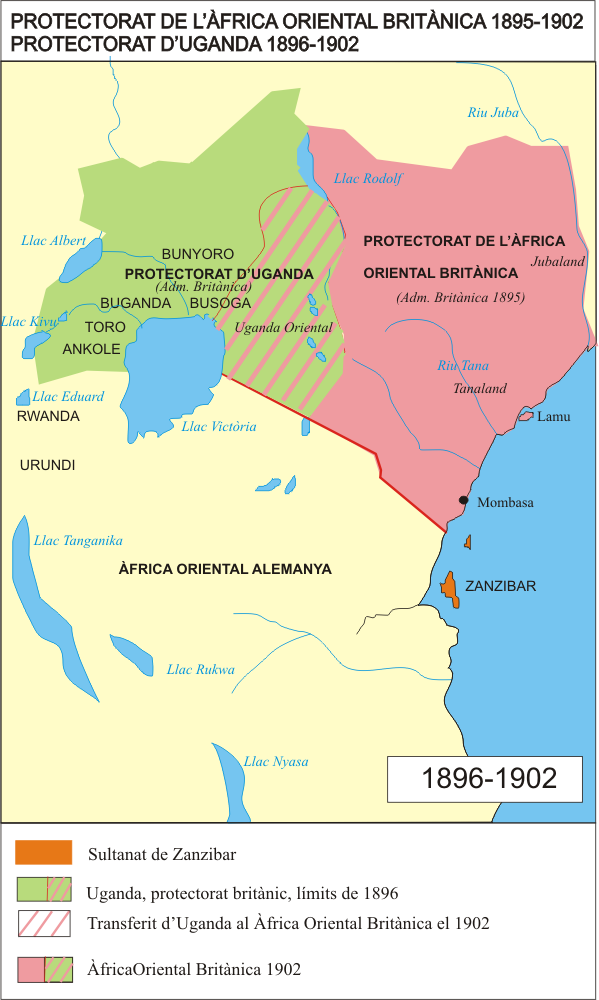
Mapa històric 1896-1902

L'administració britànica va dividir el protectorat en tres districtes: Seyidie, Ukamba i Jubaland. A Seyidie es va establir una guarnició (principalment a Tana i Taveta) de 400 nadius i sudanesos sota el comandament del general Hatch, a les que més tard es va afegir un contingent indi; a Ukamba es va establir una guarnició dirigida pel capità Harrison amb 125 homes (a Kanzalu i després a Machakos); a Jubaland l'oficial del districte, Middleton, va tenir el comandament d'uns 300 homes amb seu a Kishmayu.
Les forces britàniques (East African Rifles) van participar en diverses campanyes: contra els nandi (que va durar des de 1897 fins al 1906), a Jubaland contra els ogadenis (1898 i 1890), i la supressió d'un motí de forces sudaneses de la Uganda Rifles a Uganda. El 1901 el govern va decidir unificar els cossos de diversos punts d'Àfrica i va donar al tinent coronel Manning el comandament d'un nou cos que fou conegut com a King's African Rifles (oficialment adoptat l'1 de gener de 1902). Les set companyies i la companyia de camells de l'East African Rifles va esdevenir el tercer batalló del King's African Rifles (KAR). La seu de la KAR fou Mombasa fins a l'1 d'abril de 1902 quan es va traslladar a Nairobi. Alguns batallons van lluitar a la Somàlia Britànica contra el Diiriye Guure (1903-1904) i contra els nandi (1905-1906). El cinquè batalló fou dissolt el 1904 principalment per qüestions econòmiques, però reconstituït el 1916 i estacionat a Meru, i se li va donar la responsabilitat de les operacions al Jubaland (fou altre cop dissolt el 1926 i reconstituït l'1 de març de 1930 i estacionat permanentment a Nairobi).
La següent divisió administrativa, probablement del 1905 (consta en un llibre publicat el 1908), ja esmenta quatre províncies i un territori no organitzat
- Seydieh (Seyidie) capital Mombasa
- Ukamba, capital Nairobi
- Tanalàndia, capital Lamu
- Jubalàndia, capital Kismayu
- Territori de la Frontera del Nord (North Frontier Provínce), al nord de la lonmgitud 1 grau nord, sense organitzar

Vers el 1909 (llibre publicat el 1911) el territori estava dividit en les següents províncies (sota un comissionat) i districtes (sota subcomissionats) i subdistrictes (també sota subcomissionats)
- Seyidie
  - Mombasa (seu del primer comissionat i comandant en cap i de les corts de justicia)
  - Vanga
  - Malindi
  - Taita
  - Rabai (subdistricte)
  - Takaungu (subdistricte)
  - Taveta (subdistricte)
- Ukamba (capital Nairobi)
  - Masailand (Masailàndia)
  - Ulu
- Tanaland (Tanalàndia)
  - Lamu (capital)
  - Tana River
- Jubaland (Jubalàndia) capital Kismayu a la Baixa Jubalàndia
  - Lower Jubaland (Baixa Jubalàndia)
  - Upper Jubaland (Alta Jubalàndia)
- Kenya (abans Kenia)
  - Fort Hall, capital
  - Nyeri
- Naivasha, capital Naivasha
  - Naivasha
  - Eldama Ravine
  - Baringo
- Kisumu (reanomenada Nyanza) capital Port Florance
  - Kisumu,
  - Mumias
  - Nandi
  - Kericho
  - Soba
  - Ugaya

Vers el 1920, quan el protectorat va agafar el nom de Kenya, les províncies de Seyidie i Tanalàndia es van fusionar formant la província de la Costa (Coast Province). La província de Kenya va canviar el seu nom a Kikuyu. Ukamba es va dividir en les províncies d'Ukamba i Masai (abans un districte). Així vers el 1920 les províncies eren:
- Coast Province, capital Mombasa
- Ukamba, capital Nairobi
- Masailand (Masailàndia)
- Jubalàndia, capital Kismayu
- Territori de la Província de la Frontera del Nord (North Frontier Provínce), no organitzat
- Kikuyu, Fort Hall
- Naivasha, capital Naivasha
- Nyanza, Port Florance

## Bandera

Bandera 1895-1919
Bandera 1919-1920

Al llibre de banderes de l'Almirantazg, esmena de juny de 1896, apareix per primer cop l'emblema del lleó, per usar sobre el pavelló britànic blau, emblema probablement adoptat el 1895. L'almirallat britànic va concedir l'ús de l'emblema (lleó) a la Unió Jack, probablement el mateix 1895 per a ús del comissionat o el 1905, quan fou nomenat el primer governador.